# ジャック・ストロー
ジャック・ストロー（英語：Jack Straw、1946年8月3日 - ）は、イギリスの政治家。本名はジョン・ウィテカー・ストロー（John Whitaker Straw）であるが、ジャックという通称の方がよく知られている。エセックス州ブラックハースト・ヒル出身で、所属政党は労働党。リーズ大学を卒業しており、弁護士としての顔も持つ。

## 概要
1997年のトニー・ブレア内閣発足時に内相に就任したのを皮切りに、外相や庶民院院内総務を歴任し、さらにその後のゴードン・ブラウン政権では現職の庶民院議員として初めて大法官（司法大臣と兼任）に就任するなど、主要閣僚ポストを歴任した。1997年の第1次ブレア内閣発足から2010年のブラウン政権退陣まで、およそ13年間に渡って連続して閣僚ポストに就いていた数少ない人物の1人でもある。

## 人物・経歴
1946年8月3日にエセックスに誕生する。マーガレット・サッチャー政権が発足した1979年イギリス総選挙でブラックバーンから出馬し、庶民院議員に初当選。学生時代は過激な左派だったが、次第に軟化する。
第1次トニー・ブレア内閣で内務大臣に就任した。在任中スペインのバルタサール・ガルソン判事の要請により、大統領時代に在チリスペイン人への人権侵害を行ったチリのアウグスト・ピノチェト元大統領の拘束を指揮する（最終的には釈放）。
2001年からは外務大臣を務め、同時多発テロからアフガニスタン戦争・イラク戦争に至る国際情勢に対処した。2005年の第31回主要国首脳会議の際に発生したロンドン同時爆破事件の対応指揮のために一時的に会議を欠席したブレア首相に代わり、議長として議事運行に当たった。
第3次ブレア内閣においても外相に再任され重用されていたが、2006年の地方選挙惨敗後の内閣改造で外相を更迭され、庶民院院内総務に降格される。イラク戦争前後に、ブレアの政敵であるゴードン・ブラウン財務相への接近がブレアの不評を買ったとされる。
2007年のブラウン内閣では大法官兼司法大臣に就任し、2010年にブラウンが退陣するまで務めた。
ベトナム戦争で、韓国軍兵士から性的暴行を受けたベトナム人女性とその子供（ライダイハン）を支援するため、2017年9月12日にイギリスで設立された民間団体「ライダイハンのための正義」に「国際大使」として関わっており、国連人権理事会による調査や韓国によるベトナム人女性とその子供（ライダイハン）への謝罪を求める運動を行っている。